# Stubište
Stubište je arhitektonski unutarnji komunikacijski prostor u kojem su smještene stube i po pravilu je ograničen sa strane zidovima. Od gore stubište može biti ograničeno stropom ili tavanskim prostorom.
Osvjetljenje stubišta se izvodi kao umjetno osvjetljenje pomoću električnih svjetlosnih uređaja ili na prirodan način pomoću prozora ili zidova od staklobetona.